# Move (singel The Mamas)
Move – singel szwedzkiego zespołu The Mamas, wydany 22 lutego 2020. Utwór napisali i skomponowali Melanie Wehbe, Patrik Jean oraz Herman Gardarfve. 
Utwór dotarł do 1. miejsca na oficjalnej szwedzkiej liście sprzedaży. Singel otrzymał status złotej płyty.
Kompozycja wygrała Melodifestivalen 2020 z sumą 137 punktów i została wybrana na reprezentanta Szwecji w 65. Konkursie Piosenki Eurowizji w Rotterdamie. 18 marca poinformowano jednak o odwołaniu konkursu z powodu pandemii koronawirusa.

## Lista utworów
- Digital download[1]

1. „Move” – 2:48
2. „Move” (Instrumental) – 2:48

## Notowania
| Kraj    | Notowanie (2020)  | Najwyższa pozycja |
| ------- | ----------------- | ----------------- |
| Szwecja | Sverigetopplistan | 1                 |